# ام‌وی کیاتاکی
ام‌وی کیاتاکی (به انگلیسی: MV Kaitaki) یک کشتی است که طول آن ۱۸۱٫۶ متر (۵۹۶ فوت) می‌باشد. این کشتی در سال ۱۹۹۵ ساخته شد.